# Darren Sutherland
Darren Sutherland (ur. 18 kwietnia 1982 w Dublinie, zm. 14 września 2009 w Londynie) – irlandzki bokser, brązowy medalista olimpijski, brązowy medalista mistrzostw świata.
Brązowy medalista olimpijski z Pekinu w boksie w wadze do 75 kg.
Dwukrotny mistrz Unii Europejskiej w boksie (2007, 2008).
W latach 2008–2009 stoczył 4 wygrane zawodowe walki.
14 września 2009 roku w wieku 27 lat popełnił samobójstwo – powiesił się w swoim londyńskim mieszkaniu.